# Aeruscatores magnae matris
Aeruscatores magnae matris era el nombre que se daba a los sacerdotes de Cibeles que pedían limosna por las calles, agitando una campanilla.
Genéricamente se aplicó también a ciertos embaucadores, que decían la buenaventura a cambio de algunos sextercios.